# Familia Larraín
La familia Larraín es una familia fundadora chilena.
Fue una de las familias más influyentes del Chile colonial. Desde sus inicios se encuentra dividida en dos ramas, los Marqueses, descendiente de Santiago de Larraín y Vicuña, y los Ochocientos u Otomanos, descendientes de un sobrino del primero, Martín José de Larraín Vicuña. Marqueses y Otomanos estarán muy poco ligados entre sí en las redes de parentesco.

## Origen

### Etimología del apellido

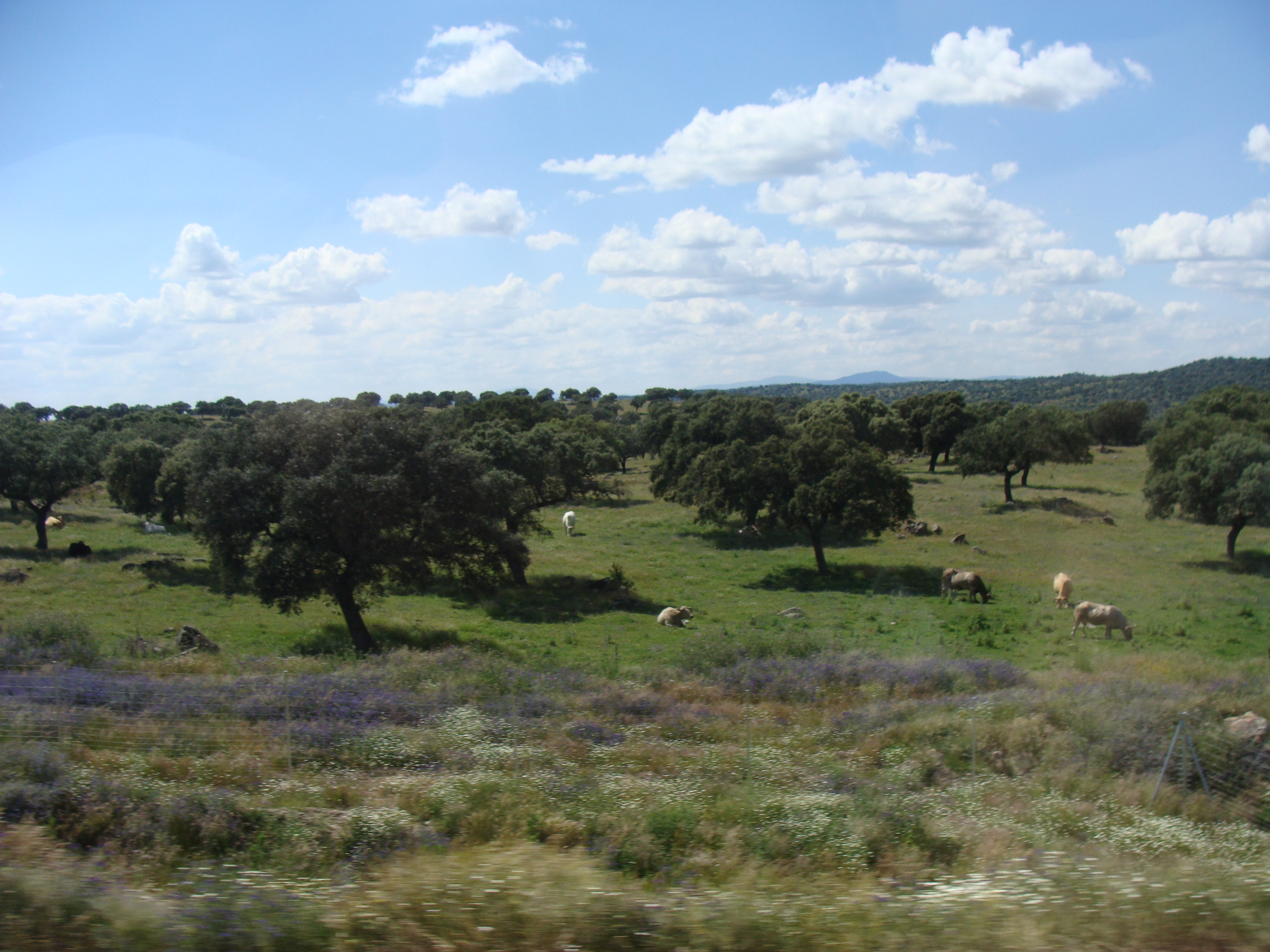
Imagen de una dehesa.

Probablemente se relacione a "pastizal", del euskera larre = pasto, con el sufijo locativo –ain = sitio de. También podría ser una reducción de "larragain" = "sobre la dehesa"; de larre = dehesa y –gain = parte superior.

### Edad Media

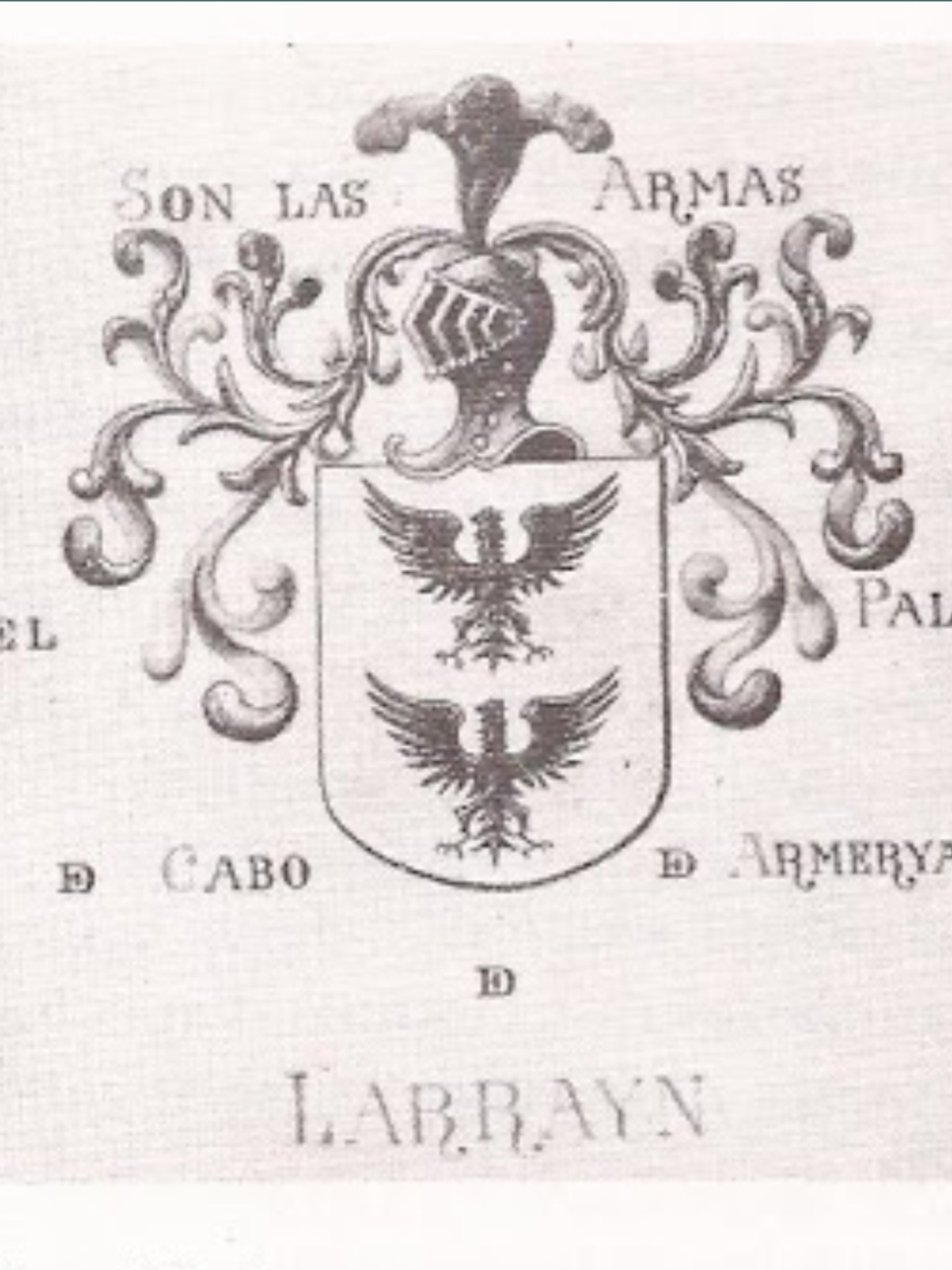
Escudo de armas de la familia

Desde la Edad Media existió en Navarra el Señorío de Larrain, situado en el valle de Ilzarbe. Este comprendía buenas tierras, el palacio de cabo de armería de Larrain, la capilla de San Miguel con enterramiento familiar blasonado y casas labradoriegas. El feudo pasó por herencia a la Baronía de Bigüezal, fundida en la ilustre Casa Condal de Guenduláin, antepasados de la Reina Fabiola de Bélgica.
El blasón propio de los Larraín es de plata con dos águilas negras exployadas, puestas una sobre otra.

### Casa de Larrainechea en Aranaz

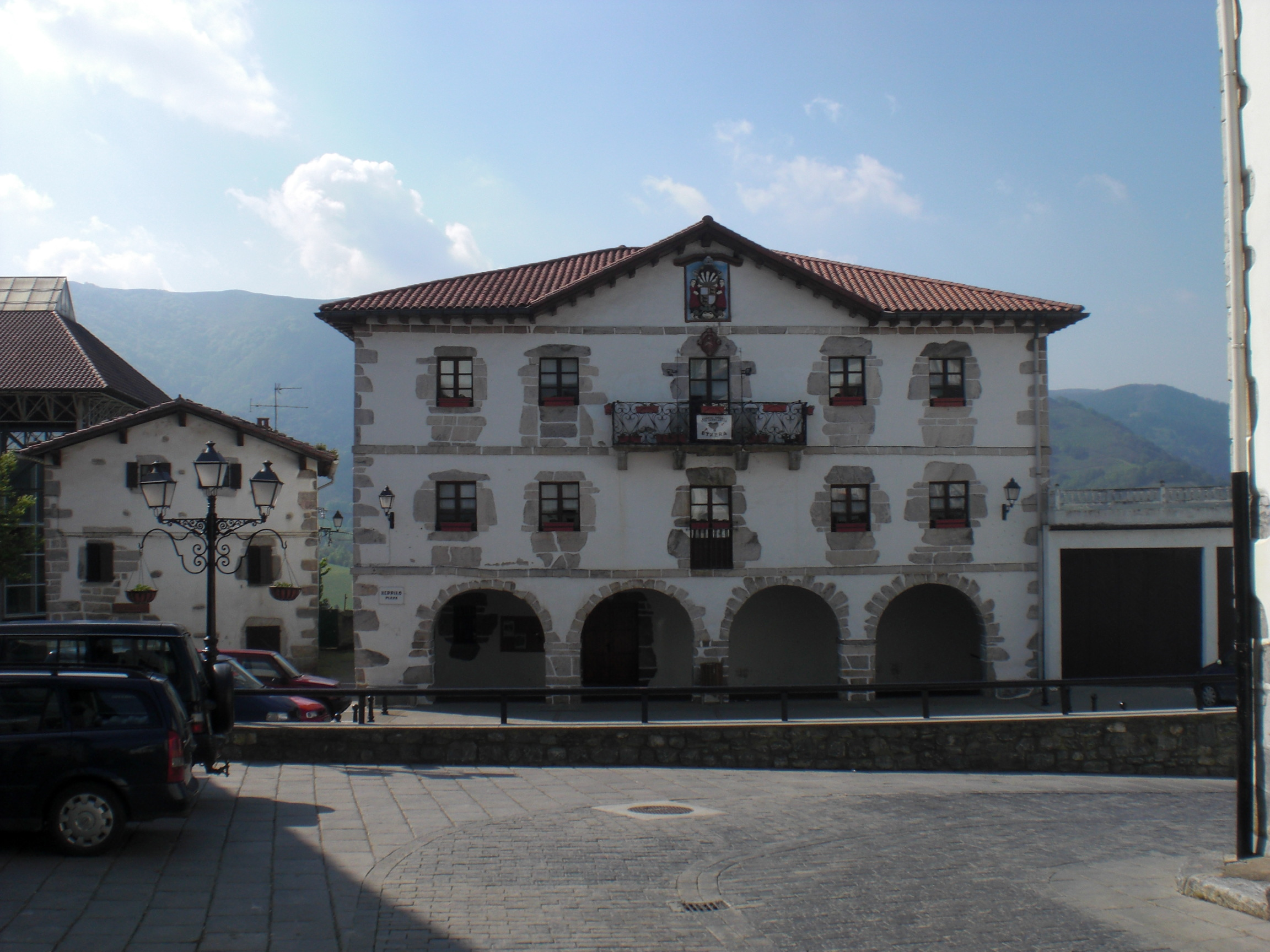
Casa consistorial de Aranaz, Navarra.

Joanes (var. Juan) de Larraín (n. c. 1500), quien quizás haya sido hijo de Martín de Larraín y nieto de Juan de Larraín, fue el primer Señor de la Casa de Larrainechea (del euskera Larrain Etxea = Casa Larrain) en Aranaz, Navarra, a lo que se asociaba un edificio de piedra de 3 pisos, con escudo de armas en la puerta y entierro en la iglesia parroquial, además de bordas, huertas y casales anexas. Al parecer Joanes fue Regidor y alcalde de Aranaz entre 1536 y 1566.
El tataranieto de Joanes fue Juan de Larraín y Zozaya (n. Aranaz, 16 de febrero de 1638), Regidor del Cabildo, Alcalde y Juez de Aranaz, padre de Santiago de Larraín y Vicuña y abuelo de Martín José de Larraín Vicuña, fundadores de las familias Larraín en Chile.

## Los Marqueses

Escudo de la comuna de La Reina, la que debe su nombre a tierras de Santiago de Larraín y Vicuña.

La rama "marquesa" de los Larraín es cronológicamente la más antigua de la familia. Se inicia con la llegada de Santiago de Larraín y Vicuña en el año 1685. Toman el apodo de Marqueses debido a que efectivamente uno de los descendientes recibirá de la Corona Española el título de Marqués de Larraín. Durante el proceso revolucionario, estuvieron en su mayoría inclinados al bando realista.

## Los Ochocientos
Su ascendencia se remonta a Martín José de Larraín Vicuña, hijo de Francisco Javier de Larraín y Vicuña, y de Juana María de Vicuña y Berroeta, por tanto sobrino de Santiago de Larraín y Vicuña. 
Sobre esta rama del linaje recayó el derecho a suceder en el título de Marqués de Montepío. Son, sin lugar a dudas, la rama (y la familia) más activa y participativa en el movimiento independentista chileno.
Hay que mencionar también a José Ignacio Larraín y Landa, abogado y diputado, quien fue heredero universal y poseedor civilísimo del título de Marqués de Montepío y fue Señor del Mayorazgo en el que estaban vinculadas las propiedades del fundo de "Lo Aguirre", la "Chacra de Manquehue" o Fundo Lo Gallo, y el Palacio Larraín Zañartu en la esquina sur-poniente de Morandé con Compañía, en el que funcionara durante décadas el diario El Mercurio.